# Корица 2 (Дятловский район)
Кори́ца 2 (бел. Карыца 2) — деревня в Даниловичском сельсовете Дятловского района Гродненской области Белоруссии. Согласно переписи населения 2009 года в Корице 2 проживало 9 человек.

## География
Корица 2 расположена в 20 км к востоку от Дятлово, 168 км от Гродно, 7 км от железнодорожной станции Новоельня.

## История
На начало XX века Корица 2 — деревня в Кошелёвской волости Новогрудского уезда Минской губернии (21 дом, 126 жителей).
В 1921—1939 годах Корица 2 находилась в составе межвоенной Польской Республики. В сентябре 1939 года Корица 2 вошла в состав БССР.
В 1996 году Корица 2 входила в состав колхоза «Гвардия». В деревне насчитывалось 18 хозяйств, проживало 29 человек.